# Pseudosinella paclti
Pseudosinella paclti is een springstaartensoort uit de familie van de Entomobryidae. De wetenschappelijke naam van de soort is voor het eerst geldig gepubliceerd in 1961 door Rusek.